# Best of Volume I
Best of Volume I – pierwszy album kompilacyjny grupy hardrockowej Van Halen.

## Opis płyty
Best of Volume I zawiera utwory z dziesięciu pierwszych studyjnych grupy (z wyjątkiem Diver Down), a ponadto piosenkę z filmu Twister - "Humans Being" - i dwie nowe piosenki - "Can't Get This Stuff No More" oraz "Me Wise Magic".

## Lista utworów
| Nr. | Tytuł                        | Album                         | Czas |
| --- | ---------------------------- | ----------------------------- | ---- |
| 1.  | Eruption                     | Van Halen                     | 1:43 |
| 2.  | Ain't Talkin' 'Bout Love     | Van Halen                     | 3:47 |
| 3.  | Runnin' With the Devil       | Van Halen                     | 3:32 |
| 4.  | Dance the Night Away         | Van Halen II                  | 3:04 |
| 5.  | And the Cradle Will Rock...  | Women and Children First      | 3:31 |
| 6.  | Unchained                    | Fair Warning                  | 3:27 |
| 7.  | Jump                         | 1984                          | 4:05 |
| 8.  | Panama                       | 1984                          | 3:31 |
| 9.  | Why Can't This Be Love?      | 5150                          | 3:46 |
| 10. | Dreams                       | 5150                          | 4:55 |
| 11. | When it's Love               | OU812                         | 5:37 |
| 12. | Poundcake                    | For Unlawful Carnal Knowledge | 5:23 |
| 13. | Right Now                    | For Unlawful Carnal Knowledge | 5:22 |
| 14. | Can't Stop Lovin' You        | Balance                       | 4:07 |
| 15. | Humans Being                 |                               | 5:10 |
| 16. | Can't Get This Stuff No More |                               | 5:15 |
| 17. | Me Wise Magic                |                               | 6:06 |